# Boing (singolo)
Boing è un singolo del gruppo musicale italiano Club Dogo, pubblicato il 2 ottobre 2009 come secondo estratto dal quarto album in studio Dogocrazia.

## Video musicale
Il videoclip è pieno di effetti speciali creati a computer ed è stato realizzato da Fabrizio Conte e Yo Clas.